# Jiří Janoušek (1989)
Jiří Janoušek (* 17. listopadu 1989 v Hradci Králové) je bývalý český profesionální fotbalový záložník, od července 2009 působící v A-týmu FC Hradec Králové. Jedná se o defenzivního středního záložníka, dobrého hlavičkáře.

## Klubová kariéra
Svoji fotbalovou kariéru začal ve Slavii Hradec Králové, odkud v průběhu mládeže přestoupil do klubu FC Hradec Králové.

### FC Hradec Králové
Před sezonou 2009/10 se propracoval do prvního mužstva. Svůj první start v dresu královéhradeckých Votroků si připsal 2. srpna 2009 v ligovém utkání 1. kola proti FC Vysočina Jihlava (výhra 2:0), když v 85. minutě vystřídal Pavla Černého. S mužstvem zažil tři postupy do nejvyšší soutěže (v sezonách 2009/10, 2013/14 a 2015/16). V únoru 2015 prodloužil s Hradcem kontrakt do konce ročníku 2015/16. Svoji první ligovou branku v dresu Hradce Králové a zároveň v nejvyšší soutěži vsítil 19. 11. 2016 ve 14. kole proti mužstvu 1. FC Slovácko, když v 87. minutě zvyšoval na konečných 3:1.

### FK Varnsdorf (hostování)
V srpnu 2014 odešel na hostování do klubu FK Varnsdorf, jehož barvy hájil do konce ročníku 2014/15. Na jaře 2015 skončil celek v tabulce na druhém místě, ale do nejvyšší soutěže místo něj kvůli nesplnění licenčních podmínek postoupil třetí FC Fastav Zlín. Celkem v dresu Varnsdorfu odehrál 19 ligových střetnutí, ve kterých vsítil tři branky.

## Klubové statistiky
Aktuální k 26. květnu 2016
| Sezona  | Klub                 | Soutěž         | Zápasy | Góly |
| ------- | -------------------- | -------------- | ------ | ---- |
| 2009/10 | FC Hradec Králové    | 2. liga        | 22     | 0    |
| 2010/11 | FC Hradec Králové    | Gambrinus liga | 17     | 0    |
| 2011/12 | FC Hradec Králové    | Gambrinus liga | 21     | 0    |
| 2012/13 | FC Hradec Králové    | Gambrinus liga | 3      | 0    |
| 2013/14 | FC Hradec Králové    | FNL            | 25     | 0    |
| 2014/15 | FC Hradec Králové    | Synot liga     | 2      | 0    |
| 2014/15 | FK Varnsdorf (host.) | FNL            | 19     | 3    |
| 2015/16 | FC Hradec Králové    | FNL            | 25     | 0    |